# Nodo banale

Due semplici diagrammi del nodo banale.

Nodo banale di Thistlethwaite

In matematica, e più precisamente in teoria dei nodi, il nodo banale è il più semplice dei nodi possibili. Intuitivamente, il nodo banale è una corda non annodata chiusa su sé stessa. Viene chiamato nodo banale ogni immagine di un'immersione della circonferenza che possa essere deformata tramite un'isotopia ambiente in un nodo banale standard, cioè un'immersione che abbia la classica forma di una circonferenza. Il nodo banale è l'elemento neutro dell'operazione di somma connessa fra nodi.

## Riconoscimento del nodo banale
Il problema di decidere se un dato nodo sia banale o meno è stata una delle principali motivazione per lo sviluppo di invarianti, in quanto si pensava che potessero portare allo sviluppo di un algoritmo efficiente per il riconoscimento del nodo banale a partire dal diagramma di un nodo o una qualche altra sua presentazione. Al momento esistono vari algoritmi per il riconoscimento del nodo banale (che non utilizzano invarianti), ma o è noto che sono inefficienti oppure non ne esiste nessuna implementazione efficiente nota. È noto che l'omologia di Floer riconosce il nodo banale, ma per altri invarianti, come gli invarianti di tipo finito, non si sa se sia così. Anche se lo fossero, comunque, rimarrebbe il problema di calcolarli in modo efficiente.

## Invarianti
Il polinomio di Alexander-Conway e il polinomio di Jones del nodo banale sono banali:
{\displaystyle \Delta (t)=1,\quad \nabla (z)=1,\quad V(q)=1.}
Nessun altro nodo con al più 10 incroci ha un polinomio di Alexander banale, ma il nodo di Kinoshita-Terasaka e il nodo di Conway (entrambi con 11 incroci) hanno gli stessi polinomi di Alexander e di Conway del nodo banale. L'esistenza di nodi non banali con polinomio di Jones banale è un problema aperto 
Il complemento del nodo banale è omeomorfo ad un toro solido, ed il suo gruppo fondamentale è il gruppo ciclico infinito.